# Michael Kilgarriff
Michael Kilgarriff, né le 16 juin 1937 à Brighton, est un acteur britannique. Il est connu pour sa voix ample, grâce à laquelle il enregistra beaucoup pour la radio et sa haute taille (plus de deux mètres).
Il a joué de nombreux personnages masqués pour la série Doctor Who entre 1967 et 1985, comme celui du Cyber Controller dans « The Tomb of the Cybermen » (1967) ainsi que dans « Attack of the Cybermen » (1985) et celui d'un Ogron dans « Frontier in Space » en 1973.